# Erecanana quadridens
Erecanana quadridens is een hooiwagen uit de familie Podoctidae.